# Campo Grande (Recife)
Campo Grande é um bairro localizado na Zona Norte do Recife. 
Pertence à Região político-administrativa 2, microrregião 2.1.

## História

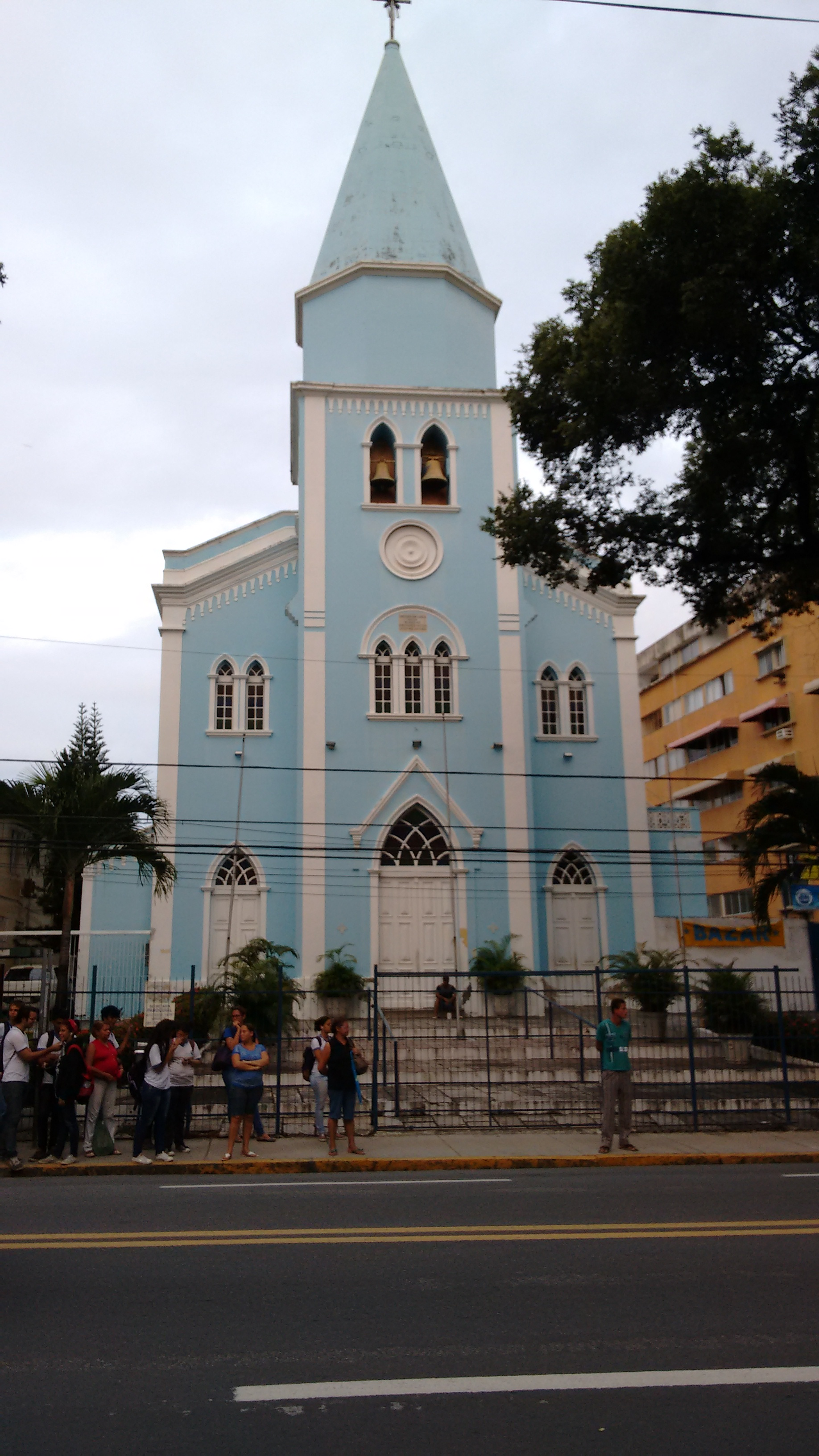
Igreja de Belém.

A localidade Salgadinho, em Olinda, já era mencionada em 1645, com os festejos feitos por Maurício de Nassau. Esses festejos, na verdade cavalhadas, partiam dessa localidade e iam até Soledade, no Recife. Passavam pela Estrada de Olinda e por um descampado plano e ermo, sem árvores, entre as localidades Feitosa e Salgadinho, que era denominado Campo Grande. Possuía apenas poucas ruas estreitas,.
A característica do local foi aproveitada para ser construído o Hipódromo de Campo Grande (onde hoje é o bairro do Hipódromo).
Por ali passava também a estrada de ferro Olinda-Beberibe.
Em 1915 a estrada de ferro foi substituída pelas linhas de bondes da Pernambuco Tramways.
Embora houvesse uma capela construída em 1709 em Campo Grande, a povoação do local iniciou-se a partir da Igreja de Belém.

## Característica
O bairro de Campo Grande continua sendo um bairro predominantemente residencial. Em sua proximidade existiram a Usina Beltrão, de Delmiro Gouveia, e a Fábrica da Tacaruna. Está sediando grandes empreendimentos no ramo da construção civil. O bairro vem crescendo de forma acelerada. Tem sido bastante procurado por novos moradores, por estar próximo do centro e de atrativos de lazer.
Atualmente, em seus arredores existem o Centro de Convenções de Pernambuco, o Shopping Center Tacaruna e o Chevrolet Hall. 

## Ilha de Joaneiro
Ilha de Joaneiro é uma comunidade dentro do bairro de Campo Grande. Parte antiga dessa comunidade hoje faz parte do bairro do Torreão. Conta com um Conselho de Moradores e creche.

## Educação
No bairro de Campo Grande estão as seguintes instituições educacionais:
Estadual
- Escola Dom Carlos Coelho

Municipal
- Escola Municipal Mário Melo
- Escola Municipal Monteiro Lobato
- Escola Municipal Professora Jandira Botelho Pereira
- Escola Municipal Santa Cecília

Privada
- Colégio do Saber
- Centro Educacional da Criança
- Colégio Imaculado Coração de Maria
- Colégio Jesus Crucificado
- Colégio Universo do Saber
- Educandário Meus Primeiros Passos
- Educandário Rita de Cássia
- Escolinha Santa Quitéria
- Instituto Nossa Senhora de Fátima

## Localização
Faz limite com os bairros recifenses Hipódromo, Santo Amaro, Arruda e Torreão.